# Grandvilliers (Oise)
Grandvilliers – miejscowość i gmina we Francji, w regionie Hauts-de-France, w departamencie Oise.
Według danych na rok 1990 gminę zamieszkiwało 2761 osób, a gęstość zaludnienia wynosiła 416 osób/km² (wśród 2293 gmin Pikardii Grandvilliers plasuje się na 86. miejscu pod względem liczby ludności, natomiast pod względem powierzchni na miejscu 720.).